# Телятевский, Дмитрий Иванович
Князь Дмитрий Иванович Телятевский  — голова, воевода и наместник во времена правления Ивана Васильевича Грозного.
По А.Б. Лобанову-Ростовскому: второй из трёх сыновей боярина и воеводы князя Ивана Михайловича Ватуты Телятевского (ум. 1512). Рюрикович в XX колене, потомок удельных князей Телятевских из рода князей Тверских. Имел братьев, князей: боярина Петра и наместника Василия Ивановичей.
По М.Г. Спиридову:  сын князя Ивана Андреевича Пунко-Лугвица (боярина Ивана Андреевича Микулинского, ум. 1525) и Ульяны Фёдоровны Ошурковой. Изложенные ниже службы относятся к их сыну, князю Дмитрию Ивановичу Пунко-Микулинскому.

## Биография
В 1534 году, после смерти отца, вместе с братьями разделил его вотчину.
В 1536 году князь Дмитрий Иванович служил первым воеводой, но неизвестно — где.
В 1539 году голова Большого полка в Коломне.
В 1540 году по второму наряду второй воевода во Владимире, а потом первый воевода Большого полка в Рязани.
В 1541 году первый воевода на Мещере. В январе этого же года упомянут первым воеводою войск у Николы Зарайского, где пришедших на рязанские места многих нагайцев побил.
В 1542 году — второй воевода передового полка в Коломне. В марте при приёме литовских послов упомянут среди князей и детей боярских, которые в Думе не живут, но при послах были записаны под названием "Двор Тверской".     В декабре этого же года вновь воевода у Николы Зарайского, где соединясь с рязанскими воеводами,  пришедших на Мещерские и Старо-Рязанские места во многих боях разбил татар и сойдясь с елатовскими воеводами гнались за бегущими татарами и почти всех их перебили отбив русских пленников и обоз.
В марте 1545 года князь Д. И. Телятевский был вторым воеводой полка правой руки в походе на Казанское ханство.
В 1546-1547 годах наместник и первый воевода в Рязани "за городом".
В 1548 году второй воевода Передового полка в Муроме.
В 1549 году  первый воевода, собирал в Серпухове служилых людей для зимнего Казанского похода, потом командовал «по казанским вестем» большим полком в Муроме. 27 сентября отправлен в полоцкий поход со сторожевым полком. 2 октября был записан во вторую статью Московского списка, затем служил первым воеводой в Зарайске и ходил в поход против крымских татар, готовившихся переправиться через р. Оку, разбил их и вынудил к бегству. В этом же году упомянут первым воеводою на Мещере.
В 1550 году участвовал первым воеводою Ертаульного полка в походе на Казань и стоял за турами под городом. В этом же году второй воевода Большого полка в Коломне и Кашире, откуда в августе послан воеводою Передового полка в Дикую степь против крымцев, а в декабре вновь воевода у Николы Зарайского.
В 1551 году во главе войска в Калуге, потом в октябре записан тридцатым в первую статью списка московских дворян, а с декабря этого же года второй воевода в Рязани по "ногайским вестям".
С весны 1552 года воевода Большого полка в Калуге, откуда в мае послан вновь к Казани первым воеводою войск левой руки и велено ему было собираться с ратными людьми в Муроме, а в июне было ему указано идти из города со своим полком и стать под Галутвиным, ожидая тут крымцев для их отражения. В августе, по царскому указанию ставил туры по речке Булак и вверх к реке Казанка под Казанью. В октябре участвовал первым воеводой на приступе к Тюменским воротам при взятии Казани и помогал воеводе Плещееву. Смертельно ранен 02 октября 1552 года из пушки во время штурма Тюменских ворот Казанского кремля. Перед смертью принял постриг с именем Дионисий.

## Семья
Жена: княгиня Софья Михайловна Воронцова, которая в 1556/57 годах дала по мужу и по себе Троице-Сергиеву монастырю вотчину село Сушково с деревнями в Тверском уезде.

## Критика
В "Русской родословной книге" А.Б. Лобанова-Ростовского имеются два современника князя Дмитрия Ивановича:
- № 10 сын князя Ивана Михайловича Меньшого-Ватуты Телятевского (ум. 1512);
- № 13 сын князя Ивана Андреевича Пунко-Лугвица (боярина Ивана Андреевича Микулинского, ум. 1525).

В данном источнике князь Дмитрий Иванович показан сыном князя № 10, и имел трёх сыновей: Тимофея, Ивана и Фёдора, которые умерли бездетными.
В Дворовой тетради 1550-х годов и разрядных книгах второй сын князя Ивана Михайловича Ватуты князь № 10 Дмитрий Иванович упоминается только тясячником первой статьи из Твери.  Далее о нём сведения отсутствуют.
М.Г. Спиридов в своей родословной книге показывает бездетного князя Дмитрия Ивановича вторым сыном князя № 13. В этом же источнике указано, что князь Дмитрий Иванович погиб при взятии Казани в 1552 году и имел братьев, князей Семёна и Ивана Ивановичей.
В 1559 году князь Дмитрий Иванович Телятевский служил первым воеводой в Мещере (кто из двоих неизвестно).